# Alexander Turnbull
Alexander Thomas "Sandy" Turnbull (Paris, Ontario, 6 de desembre de 1872 - Burnaby, Colúmbia Britànica, 27 d'agost de 1956) va ser un jugador de Lacrosse canadenc que va competir a principis del segle xx. El 1908 va prendre part en els Jocs Olímpics de Londres, on guanyà la medalla d'or en la competició per equips de Lacrosse, com a membre de l'equip canadenc.
El 1965 fou inclòs al Canadian Lacrosse Hall of Fame.